# Jim Backus
James Gilmore Backus (Cleveland, Ohio, 25 de febrero de 1913-Los Ángeles, 3 de julio de 1989) fue un actor radiofónico, cinematográfico y televisivo, además de actor de voz de nacionalidad estadounidense. Entre sus papeles más destacados figuran los siguientes: la voz de Mr. Magoo; el rico Hubert Updike III en el show radiofónico de Alan Young; el marido del personaje de Joan Davis en la serie televisiva I Married Joan; el padre del personaje de James Dean en Rebelde sin causa; y Thurston Howell III en la sitcom de la década de 1960 La isla de Gilligan. También tuvo un programa propio, de una temporada de duración, The Jim Backus Show, también conocido como Hot off the Wire.

## Primeros años
De ascendencia libanesa, nació en Cleveland, de Ohio, y se crio en Bratenahl, localidad del mismo estado. Sus padres eran Daisy Taylor y el ingeniero mecánico Russell Gould Backus. 

## Carrera

### Interpretación
Backus tuvo una extensa carrera y trabajó de manera constante en Hollywood a lo largo de cinco décadas, a menudo interpretando a personajes de clase alta, tales como Thurston Howell III en La isla de Gilligan. 
Entre las producciones en las que actuó destacan A Dangerous Profession (1949, en este caso también como narrador), Deadline - U.S.A. (1951, con Humphrey Bogart), La impetuosa (1952, con Spencer Tracy y Katharine Hepburn), Rebelde sin causa (1955), The Pied Piper of Hamelin (1957), y El mundo está loco, loco, loco (1963). Además, hizo diferentes actuaciones en la serie The Beverly Hillbillies (1962), y en 1952 rodó una breve escena con Marilyn Monroe en Don't Bother to Knock. 
En el medio radiofónico posterior a la Segunda Guerra Mundial Backus intervino con frecuencia en shows como The Jack Benny Program, y encarnó a un personaje llamado Hartley Benson en The Mel Blanc Show, emitido por la CBS.
En marcado contraste con sus habituales personajes ricos, Backus actuó en The Brady Bunch interpretando a un viejo buscador de oro, un papel que también encarnó en un episodio de La isla de Gilligan. Otro de sus papeles televisivos tuvo lugar en el episodio final "The Hustler" de "La tribu de los Brady", en el papel del jefe de Mike, Mr. Matthews. Backus trabajó en La isla de Gilligan desde 1964 a 1967, con reposiciones hechas entre 1978 y 1982. 
Otro papel importante de Backus fue la voz del personaje Mr magoo, interviniendo también en reposiciones desde 1964 a 1977, incluyendo The Famous Adventures of Mr. Magoo y What's New, Mr. Magoo.

### Escritura y grabación de discos
Backus y su esposa, Henny Backus, escribieron en colaboración varios libros de humor, entre ellos Only When I Laugh. También fue uno de los guionistas del film de 1971 de carácter familiar Mooch Goes to Hollywood, sobre un perro que quiere llegar a ser estrella cinematográfica. En 1984 también escribió su autobiografía, Backus Strikes Back.
A finales de la década de 1950, Backus grabó dos discos de estilo Novelty Song, "Delicious" y "Cave Man". En 1974 se recopiló una serie de antiguo material radiofónico de Backus en un álbum editado por el sello DORE con el título de The Dirty Old Man. Backus también fue la voz de Dios en la grabación Truth of Truths, una ópera rock de 1971 basada en La Biblia.

### Anuncios comerciales televisivos
Backus actuó en varios anuncios comerciales televisivos. En el papel de Mr. Magoo, colaboró durante años en la publicidad de la línea de productos de General Electric. También fue portavoz de la empresa La-Z-Boy en los años setenta, y a finales de los ochenta se reunió con su anterior compañera de reparto en Gilligan's Island, Natalie Schafer, para rodar un anuncio de palomitas de maíz de Orville Redenbacher. Ambos artistas tenían ya una salud frágil, y esa sería la última actuación televisiva de ambos.

## Fallecimiento
Jim Backus falleció en 1989 a los 76 años en Los Ángeles, California, por complicaciones de una neumonía, enfermedad que se sumaba a una enfermedad de Parkinson de varios años de evolución. Backus fue enterrado en el Cementerio Westwood Village Memorial Park de Westwood (Los Ángeles).

## Selección de su filmografía
- A-Lad-In His Lamp (1948) (voz, sin créditos)
- Father was a Fullback (1949)
- Easy Living (1949)
- The Great Lover (1949)
- A Dangerous Profession (1949)
- Ma and Pa Kettle Go to Town (1950)
- M (1951)
- Bright Victory (Nuevo amanecer) (1951)
- His Kind of Woman (Las fronteras del crimen) (1951)
- The Man with a Cloak (1951)
- I'll See You in My Dreams (1951)
- I Want You (No quiero decirte adiós) (1951)
- Here Come the Nelsons (1952)
- Deadline - U.S.A. (1952)
- La impetuosa (1952)
- Don't Bother to Knock (Niebla en el alma) (1952)
- Cara de ángel (Angel Face) (1952)
- Androcles and the Lion (Androcles y el león) (1952)
- Above and Beyond (El Gran Secreto) (1952)
- I Love Melvin (1953)
- Francis in the Navy (1955)
- Rebelde sin causa (1955)
- Meet Me in Las Vegas (1956)
- The Opposite Sex (1956)
- The Girl He Left Behind (1956)
- You Can't Run Away from It (1956)
- The Great Man (1956)
- Top Secret Affair (Intriga femenina) (1957)
- Man of a Thousand Faces (El hombre de las mil caras) (1957)
- The Pied Piper of Hamelin (1957)
- Macabre (1958)
- Ask Any Girl (Todas las mujeres quieren casarse) (1959)
- The Wild and the Innocent (1959)
- Ice Palace (Imperio de Titanes) (1960)
- The Horizontal Lieutenant (1962)
- Boys' Night Out (1962)
- Zotz! (1962)
- The Beverly Hillbillies (1962)
- The Wonderful World of the Brothers Grimm (El maravilloso mundo de los hermanos Grimm) (1962)
- Mister Magoo's Christmas Carol (1962) (TV) (voz)
- Operation Bikini (1963)
- My Six Loves (Mis seis amores) (1963)
- Critic's Choice (1963)
- Johnny Cool (Johnny el frío) (1963)
- El mundo está loco, loco, loco (1963)
- Sunday in New York (Un domingo en Nueva York) (1963)
- The Wheeler Dealers (Camas separadas) (1963)
- Advance to the Rear (La furia de los cobardes) (1964)
- La isla de Gilligan (1964)
- Billie (1965)
- John Goldfarb, Please Come Home (Un yanqui en el harén) (1965)
- Hurry Sundown (1967)
- Where Were You When the Lights Went Out? (Anoche, cuando se apagó la luz) (1968)
- Hello Down There (1969)
- Wake Me When the War Is Over (1969) (TV)
- Cockeyed Cowboys of Calico County (1970)
- Myra Breckinridge (1970)
- La tribu de los Brady (1971)
- Now You See Him, Now You Don't (1972)
- The Girl Most Likely to... (1973) (TV)
- Yes, Virginia, There Is a Santa Claus (1974) (TV) (voz)
- Crazy Mama (1975)
- Friday Foster (1975)
- The Humpbacked Horse (1975) (voz)
- Pete's Dragon (1977)
- Rescue from Gilligan's Island (1978) (TV)
- Angels Revenge (1979)
- The Castaways on Gilligan's Island (1979) (TV)
- C.H.O.M.P.S. (1979)
- The Harlem Globetrotters on Gilligan's Island (1981) (TV)
- Slapstick of Another Kind (1982)